# Kernkraftwerk Belarus
Das Kernkraftwerk Belarus (belarussisch Беларуская атамная электрастанцыя (АЭС) Belaruskaja atamnaja elektrastanzyja (AES); auch AKW Astrawez bzw. Astravets) liegt im Nordwesten von Belarus, 18 km von der Stadt Astrawez im gleichnamigen Rajon und 45 km östlich von der litauischen Hauptstadt Vilnius entfernt. Seine beiden Reaktoren gingen 2021 und 2023 in Betrieb. Sie liefern zusammen bis zu 2,2 GW elektrische Leistung, womit Belarus prinzipiell rund 60 % seines Strombedarfs decken kann. Die Regierung erwägt den Bau von bis zu zwei weiteren Reaktoren für das Kraftwerk.

## Geschichte
Erste Pläne zum Bau eines Kernkraftwerks gab es bereits in den 1980er Jahren. Diese wurden jedoch nach der Tschernobyl-Katastrophe von 1986 ausgesetzt. Die Bemühungen für das aktuelle Projekt wurden durch den russisch-belarussischen Energiestreit im Jahr 2007 angekurbelt. Der Standort der Baustelle wurde Anfang 2009 festgelegt.
Das Kernkraftwerk besteht aus zwei Druckwasserreaktoren WWER-1200 der dritten Generation AES-2006 des russischen Staatskonzerns Atomstroiexport. Die Blöcke haben eine Netto-Leistung von je 1.110 Megawatt. Die Reaktoren sind vom Typ WWER-1200/V-491 (MIR-1200).
Der Baubeginn für Block 1 war am 8. November 2013 und für Block 2 am 27. April 2014. Nachdem der erste Block Mitte der 45. Kalenderwoche 2020 bereits testweise ans Netz ging, wurde das Kraftwerk am 7. November 2020 offiziell in Betrieb gestellt. Am 10. Juni 2021 nahm der Block den kommerziellen Betrieb auf.
Der Warmtest von Block 2 wurde am 15. Oktober 2021 abgeschlossen. Am 25. März 2023 wurde er erstmals kritisch und am 13. Mai mit dem Stromnetz synchronisiert. Der kommerzielle Betrieb wurde am 1. November 2023 aufgenommen.

## Daten der Reaktorblöcke
Das Kernkraftwerk Belarus besteht aus zwei Blöcken:
| Reaktorblock | Reaktortyp      | Netto- leistung | Brutto- leistung | Baubeginn        | Netzsyn- chronisation | Kommer- zieller Betrieb |
| ------------ | --------------- | --------------- | ---------------- | ---------------- | --------------------- | ----------------------- |
| Belarus-1    | WWER-1200/V-491 | 1110 MW         | 1194 MW          | 8. November 2013 | 3. November 2020      | 10. Juni 2021           |
| Belarus-2    | WWER-1200/V-491 | 1110 MW         | 1194 MW          | 27. April 2014   | 13. Mai 2023          | 1. November 2023        |

## Kritik
Das litauische Parlament erklärte das Kraftwerk 2017 während der Bauphase als eine Bedrohung für die nationale Sicherheit, die Umwelt und die öffentliche Gesundheit.
Im Dezember 2021 gaben investigative Journalisten unter Berufung auf CyberPartisans bekannt, dass sie Dokumente erhalten hätten, in denen über 15.000 Mängel des ersten Blocks festgestellt wurden.
Im April 2023 reichte der litauische Europaabgeordnete Liudas Mažylis einen Fragenkatalog bei der Europäischen Kommission ein, da es in Reaktor 1 zu Problemen bei der automatischen Nottrennung vom Netz gekommen sei. Außerdem seien im Februar 2022 Probleme am Kühlsystem von Reaktor 2 festgestellt worden. Diese Probleme seien zudem nicht an die Nachbarländer gemeldet worden.